# آبشار تانری
آبشار تانری (به انگلیسی: Tannery Falls) آبشاری است که در میشیگان واقع شده و ارتفاع کلی ریزشگاه آن ۴۰ فوت (۱۲ متر) است.